# Associação da Santa Infância
A Pontifícia Associação da Santa Infância ( em latim: Pontificium Opus a Sancta Infantia ) ou Associação da Infância Missionária, é uma associação de crianças católicas em benefício de missões estrangeiras. É uma das quatro Pontifícias Obras Missionárias e se dedica a promover a consciência das crianças sobre a natureza missionária da Igreja.

## Fundação
Em 1843, Charles de Forbin-Janson, Bispo de Nancy, França, estabeleceu a Associação da Santa Infância ( Associação de la Sainte Enfance ). Forbin-Janson procurou uma maneira de ajudar os missionários na China que haviam escrito pedindo ajuda. A conselho de Pauline Jaricot, que havia fundado a Sociedade para a Propagação da Fé cerca de vinte anos antes, ele estabeleceu uma instituição de caridade para crianças para prestar assistência a crianças em terras estrangeiras. Papas e outros dignitários eclesiásticos aprovaram a associação e a recomendaram aos fiéis católicos.
O Papa Pio IX, por um breve de 18 de julho de 1856, elevou-a à categoria de instituição canônica, deu-lhe um cardeal protetor e pediu a todos os bispos que a introduzissem em suas dioceses. O Papa Leão XIII, na encíclica Sancta Dei civitas (3 de dezembro de 1890), abençoou-a e recomendou-a aos bispos.
Os negócios da associação foram administrados por um conselho internacional em Paris, composto por quinze padres e outros leigos. Este conselho geral tinha o direito exclusivo de direção geral e de distribuição dos fundos da sociedade.
Os missionários católicos franceses estavam ativos na China; eles foram financiados por apelos em igrejas francesas por dinheiro. A Associação da Santa Infância foi alvo de protestos anticristãos chineses, notadamente no Massacre de Tianjin de 1870. Os tumultos provocados por falsos rumores sobre o assassinato de bebês levaram à morte de um cônsul francês e provocaram uma crise diplomática.

## História posterior
A associação provavelmente foi estabelecida nos Estados Unidos pelo próprio Bispo Forbin-Janson. Várias agências no Oriente e no Ocidente administraram seus negócios por cerca de cinquenta anos. Em 1º de janeiro de 1893, o trabalho foi concentrado em uma agência central e confiado aos Padres Espiritanos, com sede em Pittsburgh. Padre Anthony J. Zielenbach, C.S.Sp., foi seu primeiro diretor central por cerca de quatro anos; ele foi sucedido pelo padre John Willms, C.S.Sp. Os Annals of the Holy Childhood eram publicados bimestralmente e em várias línguas.
Em 1922 a Associação recebeu o título oficial de obra “Pontifícia”, e a administração central foi transferida para Roma. Atualmente existem escritórios nacionais em mais de 120 países.
Nos Estados Unidos, os membros são em grande parte formados por alunos de escolas primárias católicas e programas de educação religiosa, e por aqueles que estudam em casa. Em 2013, a Holy Childhood Association nos Estados Unidos mudou seu nome para Missionary Childhood Association (MCA), embora o nome anterior ainda seja usado em algumas dioceses por enquanto. Muitas dioceses nos Estados Unidos têm um escritório da MCA que trabalha em cooperação com o escritório missionário diocesano. A Associação distribui programas educacionais e de angariação de fundos para programas de educação escolar e religiosa. Os rendimentos apoiam programas para desprivilegiados em situações do Terceiro Mundo. O escritório nacional fica em Nova York.

## Mission Together
Na Inglaterra e no País de Gales, a Sociedade é hoje conhecida como Mission Together, e atua nas escolas católicas há mais de cento e sessenta anos.
A organização incentiva as crianças em todo o mundo a orar e compartilhar, ao mesmo tempo em que apoia o bem-estar espiritual e físico das crianças por meio da oração e do cuidado pastoral. Por meio de contribuições financeiras de crianças, realiza projetos educacionais, médicos e assistenciais nas áreas mais pobres do mundo.